# Regímenes especiales de Francia
Los regímenes especiales de Francia son ventajas y prestaciones sociales otorgadas a ciertos empleados públicos, como conductores de trenes y trabajadores de la electricidad, que les permiten por ejemplo una jubilación anticipada con beneficios completos. Fueron establecidos en 1945, cuando los antiguos regímenes de protección social que habían sido creados anteriormente para trabajadores del sector público fueron mantenidos, a pesar de la creación de un régimen de Seguridad Social para todos los trabajadores. 
Se suele pensar que esos regímenes sólo incluyen los sistemas de pensiones, pero en realidad muchos regímenes otorgan ventajas particulares en materia de subsidios en caso de enfermedades y otros problemas. Sin embargo, los regímenes de pensiones especiales (regimes de retraite spéciaux en francés) representan la mayor parte de las ventajas otorgados, son los ventajas más costosos más polémicos de esos regímenes. 
A partir de los años 1990, varios gobiernos trataron de reformar o suprimir estos regímenes especiales a fin de alinearlos en el régimen general, al considerar que ese trato especial era injusto o demasiado costoso para el sistema de seguridad social. Tres huelgas generales fueron organizados por los sindicatos correspondientes cuando gobiernos anunciaron la reforma del sistema, en 1995, 2003 y 2007. Sin embargo, tras dos fracasos, en 2007 el gobierno François Fillon logró reformarlo.

## Origen histórico
A partir del siglo XVII, el gobierno estableció esquemas de pensiones para ciertos empleados del sector público, secadas antes de la creación de un sistema de protección social para toda la población La meta era atraer a los trabajadores cualificados a pesar de que las ocupaciones implican riesgos profesionales y exposición a accidentes. También había que recompensar los empleados que trabajaban por la nación.
Los marinos y pescadores fueron los primeros en obtener ventajas. En 1673, los marinos obtuvieron una pensión especial en caso de herida grave que les impidiera que trabajaran. En 1709 un régimen de pensión para todos los marinos pescadores fue establecido.
En el siglo XIX, otros empleados de empresas estatales beneficiaron de pensiones: Banque de France (1806), Comédie française (1812), ferrocarriles (1855), empleados en las minas (1894).
Cuando fue creado el régimen de seguridad social para todos en 1945, la mayoría de los beneficiarios de pensiones especiales decidieron quedar su antigua sistema de protección, porque cada sistema era perfectamente adaptado a las diferentes ocupaciones y eran más protectoradores. La ley del 4 de octubre de 1945, que estableció oficialmente el sistema de Seguridad Social, les permitió elegir las pensiones especiales en lugar de pasar al régimen general.

## Principios básicos
La organización y el funcionamiento de los distintos regímenes depende de las ocupaciones y empresas. Ciertos regímenes otorgan una protección completa a los empleados , es decir los riesgos definidos por la Seguridad Social: salud y enfermedades, accidentes y enfermedades profesionales, jubilación. No hay protección especial contra la pérdida del empleo. Otros regímenes ofrecen protección solo contra un o dos riesgos, y el o los otros riesgos son a cargo del régimen general.
Aquí son los empleados protegidos por regímenes especiales y los ventajas correspondientes:
| Beneficiarios                           | Salud | Trabajo | Jubilación |  |  |  |  |
| --------------------------------------- | ----- | ------- | ---------- |  |  |  |  |
| Militares                               | X     | X       |            |  |  |  |  |
| SNCF (ferrocarriles)                    | X     | X       | X          |  |  |  |  |
| Pasantes de notario                     | X     |         | X          |  |  |  |  |
| Cámara de Industria y Comercio de París | X     |         |            |  |  |  |  |
| RATP (ferrocarriles de París)           | X     | X       | X          |  |  |  |  |
| Marinos                                 | X     | X       | X          |  |  |  |  |
| Industries Eléctricas                   |       |         | X          |  |  |  |  |
| Religiosos                              | X     |         | X          |  |  |  |  |
| Senadores                               | X     |         | X          |  |  |  |  |
| Minas                                   |       |         | X          |  |  |  |  |
| Régime des Mines                        | X     | X       |            |  |  |  |  |
| Industrias estatales                    |       |         | X          |  |  |  |  |
| collectividades locales                 |       |         | X          |  |  |  |  |
| Diputados                               | X     |         | X          |  |  |  |  |
| Opéra National de Paris                 |       |         | X          |  |  |  |  |
| Comédie Française                       |       |         | X          |  |  |  |  |
| Puerto de Bordeaux                      | X     |         |            |  |  |  |  |

La Unión Nacional de los Regímenes especiales (UNRS) se encarga del seguro de enfermedad de 12 regímenes.

## Cifras
Estas pensiones beneficiaban en 2007 a 1,6 millones de empleados, incluido más de un millón de retirados. Se aplicaban en 16 sectores, en los cuales hay 360.000 empleados de ferrocarriles y servicios. Representaban el 6% de los pagos de pensiones del Estado. Incluía a empleados de SNCF (ferrocarriles), de la empresa de electricidad EDF, mineros y miembros del Parlamento.
El mayor ventaja del sistema estaba que permitía a los beneficiarios retirarse luego de 37,5 años de servicios, comparados con los 40 para empleados del sector privado.
El problema era que el Estado invertía acerca de 6 mil millones de euros al año para cubrir el déficit del sistema de pensiones. Ese trato especial era demasiado costoso para el sistema de seguridad social.
Una recapitulación del número de beneficiarios de cada régimen, con los costos e ingresos es el siguiente:
| régimen especial | número de personas     | número de personas     | número de personas     | número de personas         | número de personas         | número de personas         | equilibrio de las cuentas (millones de euros) | equilibrio de las cuentas (millones de euros) | equilibrio de las cuentas (millones de euros) | equilibrio de las cuentas (millones de euros) | equilibrio de las cuentas (millones de euros) |
| ---------------- | ---------------------- | ---------------------- | ---------------------- | -------------------------- | -------------------------- | -------------------------- | --------------------------------------------- | --------------------------------------------- | --------------------------------------------- | --------------------------------------------- | --------------------------------------------- |
| régimen especial | enfermedades y trabajo | enfermedades y trabajo | enfermedades y trabajo | viejez                     | viejez                     | invalidez                  | ingresos                                      | ingresos                                      | expendidas                                    | expendidas                                    | resultado neto (déficit)                      |
| régimen especial | beneficiarios          | cotizantes(1)          | otros miembros (2)     | cotizantes                 | beneficiarios(3)           | (beneficiarios) (3)        | ingresos                                      | cotizaciones (peso)                           | cargas totales                                | prestaciones (peso)                           | resultado neto (déficit)                      |
| militares        | 971 220                | 614 936                | 356 284                | -                          | -                          | -                          | 1 537,9                                       | 693,6 (45,1%)                                 | 1 578,40                                      | 1 384,0 (87,7%)                               | -40,5                                         |
| obreros          | -                      | -                      | -                      | 55 558                     | 87 316                     | 20 005                     | 1557,5                                        | 459,8 (29,5%)                                 | 1626,6                                        | 1613,9 (99,2%)                                | -69,0                                         |
| colectividades   | -                      | -                      | -                      | 1 851 483                  | 618 895                    | 156 563                    | 13 237,9                                      | 12 907,1 (97,5%)                              | 12 777,1                                      | 9 977,4 (78,1%)                               | 460,8                                         |
| minas            | 233 876                | 164 953                | 68 923                 | 13 147                     | 371 111                    | 1 712                      | 3 783,1                                       | 170,1 (4,5%)                                  | 4 013,5                                       | 3 607,2 (89,9%)                               | -230,4                                        |
| gazieres         | -                      | -                      | -                      | 144 407                    | 149 280                    | 1 116                      | 6 359,9                                       | 2 275,3 (35,8%)                               | 6 237,9                                       | 3 272,2 (52,5%)                               | 122,0                                         |
| SNCF             | 610 419                | 391 992                | 218 427                | 168 132                    | 301 531                    | 0                          | 6 828,60                                      | 2 281,50 (33,40%)                             | 6 733,60                                      | 6 486,30 (96,30%)                             | 95                                            |
| RATP             | 103 519                | 72 667                 | 30 852                 | 43 750                     | 44 191                     | 216                        | 1 029,7                                       | 289,8 (28,1%)                                 | 1 029,7                                       | 954,6 (92,7%)                                 | 0,0                                           |
| marinos          | 136 469                | 90 423                 | 46 046                 | 39 400                     | 118 544                    | 10 774                     | 1 559,3                                       | 209,5 (13,4%)                                 | 1 525,9                                       | 1 449,0 (95,0%)                               | 33,4                                          |
| notarios         | 107 843                | 70 022                 | 37 821                 | 45 052                     | 52 426                     | 988                        | 876,8                                         | 658,9 (75,2%)                                 | 851,2                                         | 757,9 (89%                                    | 25,6                                          |
| religiosos       | 40 701                 | 14 683                 | 3 105                  | 17 045                     | 64 200                     | 41                         | 420,4                                         | 66,6 (15,8%)                                  | 417,4                                         | 375,8 (90%)                                   | 3,0                                           |
| opera nacional   | -                      | -                      | -                      | (no son claras las cifras) | (no son claras las cifras) | (no son claras las cifras) | 20,631                                        | 9,677 (46,90 %)                               | 20,440                                        | 19,861 (97,17 %)                              | 0,191                                         |

Notas :

(1): no se espeficifica el número de jubilados y trabajadores, pero las cifras son disponibles en el sitio oficial 

(2): son los miembros de la familia del beneficiario

(3): no se distingue los beneficiarios directos e indirectos (ver el sitio oficial)

Otras notas :

- Todos los cifras son del 2005

- No hay estadísticas para los otros regímenes (son secretos)

- Fuente única : sitio oficial (ver abajo)

## Reforma
Los intentos de reformar el sistema de pensiones en 1995 y 2003 terminaron con la caída del gobierno. 
En 1995, el anuncio de cambios en el sistema llevó a una serie de huelgas que paralizaron el país. Los sindicatos ya insinuaron que podrían tomar medidas similares.
Nicolas Sarkozy y su primer ministro François Fillon consiguieron reformar el sistema y armonizar los regímenes especiales con los del servicio civil.

## Enlaces
- Sitio oficial de las pensiones especiales
- Unión Nacional de los Regímenes especiales

- Datos: Q932641